# Мега Мільйони
Мега Мільйони (англ. Mega Millions, спочатку відома як The Big Game у 1996 році та тимчасово перейменована на The Big Game Mega Millions через шість років) — американська лотерея, що грає в кількох юрисдикціях; станом на 30 січня 2020 року вона доступна у 45 штатах, окрузі Колумбія та на Віргінських островах США. Перший (Велика гра) розіграш Mega Millions відбувся у 2002 році. Те, що зараз називається Mega Millions, спочатку пропонувалося в шести штатах. Логотип для всіх версій гри після припинення назви The Big Game містив золотисту кульку з шістьма зірками, що представляло початкове членство в грі, хоча деякі лотереї вставляли відповідний логотип у кульку.
Розіграш Mega Millions об 23:00 за східним часом США у вівторок і п'ятницю ввечері, включаючи свята. Mega Millions управляється консорціумом з 12 оригінальних лотерей;  розіграші проводяться на студії WSB-TV в Атланті, штат Джорджія, під наглядом лотереї Джорджії .  Ведучі – Джон Кроу та Керол Блекмон.
Згідно з положеннями поточної версії (яка почалася 28 жовтня 2017 року з першого розіграшу 31 жовтня) для Mega Millions, мінімальний рекламований джекпот Mega Millions становить 40 мільйонів доларів США, які виплачуються 30 щорічними частинами, щороку збільшуються на 5% (якщо не доступна опція готівки). вибрано; дивіться нижче відмінності лотерей щодо правил вибору готівки/ануїтету. ) Джекпот збільшується, якщо немає переможця головного призу.
Відображаючи звичайну практику серед американських лотерей, джекпот рекламується як номінальна вартість щорічних платежів. Варіант грошової вартості (звичайний вибір), якщо його обирає переможець джекпоту, сплачує приблизну поточну вартість платежів. Попередній формат Mega Millions розпочався 19 жовтня 2013 року; його перший малюнок був через три дні. Поточна версія Mega Millions вимагає від гравців зіставити 5 із 70 білих кульок і золотисту «MegaBall» із другого поля з 25 чисел ( 5/70 / 1/25 ).
Кожна гра коштує 2 долари. З 47 юрисдикцій Mega Millions усі, крім Каліфорнії, пропонують опцію під назвою Megaplier (ігри з Megaplier коштують 3 долари за кожну), де призи, не пов’язані з джекпотом, множаться на 2, 3, 4 або 5. Megaplier став доступним для всіх юрисдикцій Mega Millions у січні 2011 року; спочатку він був доступним лише в Техасі. Кілька учасників гри пропонують варіант « Просто джекпот », у якому дві гри коштують 3 долари. Можна виграти лише джекпот; жоден із призів нижчого рівня не доступний для такої ставки.